# 硫循环
硫循环（英語：Sulfur cycle）是一些过程的集合，其中包括硫在矿物质（包括水体）和生命系统之间移动进出过程。这样的生物地质化学循环对于地质学是重要的，因为它们会影响多种矿物质。生物地质化学循环对于生命也很重要，因为硫是一个基本元素，是作为许多蛋白质和辅因子的组成成分。
硫循环的步骤是：

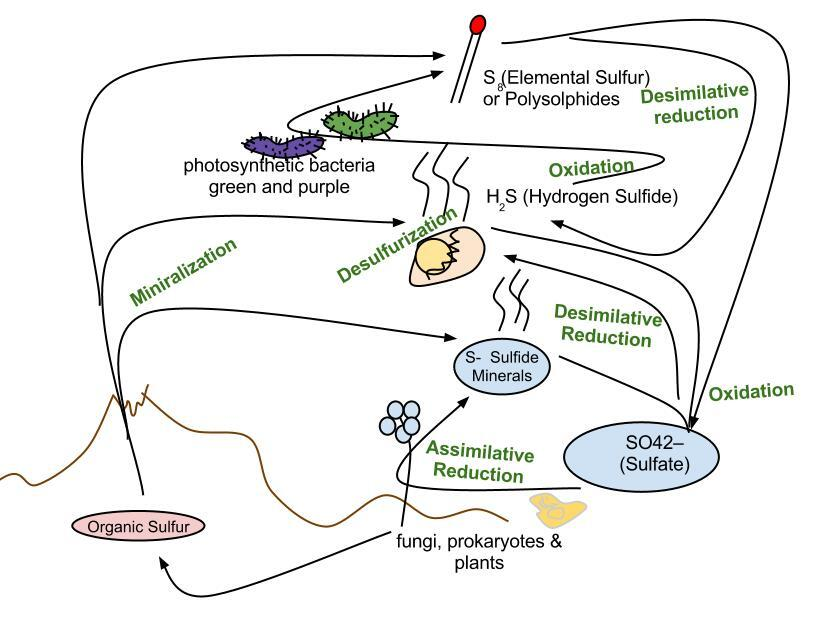
(一般的)硫循环

- 矿化的有机硫成为无机的形式，例如硫化氢（H2S），元素硫，以及硫化矿物。
- 氧化的硫化氢，硫化物和元素硫（S），变为硫酸盐（SO42−）（SO42-）。
- 硫酸盐还原为硫化物。
- 纳入硫化物到有机化合物（包括含金属衍生物）。